# 阿鲁马奈
阿鲁马奈（Arumanai），是印度泰米尔纳德邦甘尼亚古马里县的一个城镇。总人口14576（2001年）。

## 人口
该地2001年总人口14576人，其中男性7212人，女性7364人；0—6岁人口1524人，其中男760人，女764人；识字率77.86%，其中男性为81.48%，女性为74.32%。